# Марсилі
Марсилі (італ. Marsili) — потенційно активний підводний вулкан, розташований в Тирренському морі, приблизно за 150 км на південний захід від Неаполя. Є найбільшим підводним вулканом в Європі.

## Морфологія
Вулкан був відкритий у 1920-х роках, і названий на честь італійського ученого Луїджі Фердинандо Марсилі (Марсильї). З 2005 року активно вивчається у рамках стратегічних проектів Національної дослідницької ради Італії.
Довжина вулкану дорівнює 70 км, ширина — 30 км (2100 км2). Вулкан Марсилі височіє над морським дном на 3000 м, а його вершина знаходиться на глибині 450 м від поверхні Тирренського моря.

## Западина Марсилі

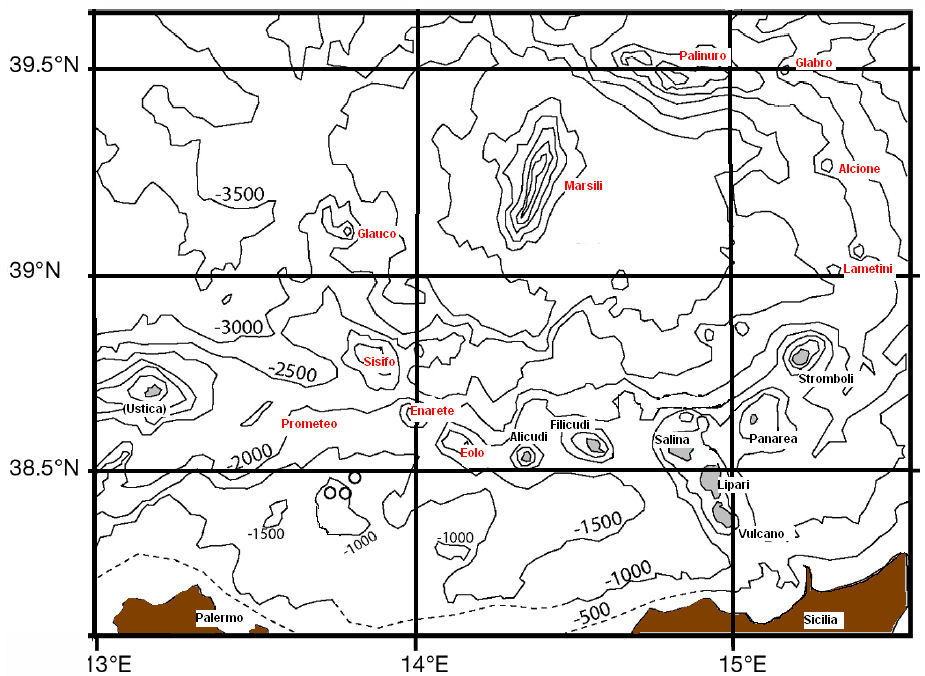
Еолійська дуга, що обмежує глибоководну западину

Западина Марсилі — глибоководна область у східній частині Тирренського моря, західніше розташована западина Вавілова. У структурному відношенні ця западина є задуговим басейном, розвиненим за Еолійською вулканічною дугою — місцевою зоною субдукції. Відповідно, вулканізм району типовий для зон субдукції, з переважанням толеїтових базальтів. Земна кора океанічного типу тут витончена до 10 км. Над центральною рівнинною частиною западини височіє вулкан Марсилі.
Ця територія розвивається в умовах конвергентної геодинамічної обстановки. Тирренське море сформувалося в ході задугового спредингу в зоні субдукції північно-західної частини Іонічної океанічної плити під Альпійсько-Аппенінську активну околицю.

## Геологія
Вулкан активний, на його схилах розвинені безліч паразитичних конусів. Хоча в історичний час його виверження не були відмічені, його активність проявляється у високотемпературних гідротермальних системах, які розвантажуються на його схилах, формуючи відкладення сульфідів свинцю, міді, цинку, оксиди і гідроксиди заліза і марганцю. Геофизичними вимірами було встановлено існування мілкозалягаючого резервуару з великим об'ємом магми.
Склад його магматичних порід схожий із зразками порід, виявлених на Ліпарських островах, де вулканічна активність пояснюється існуванням зони субдукції. Припускається, що вік вулкану не перевищує 200 тис. років.

## Потенційні ризики
Висока активність гідротермальних процесів спричинила глибокі метасоматичні зміни гірських порід. Ці зміни значно ослабили міцність порід, що складають вулканічне утворення.
Крім того, ученими вже були виявлені сліди недавніх зсувів на вулкані. Співробітники Національного інституту геофізики і вулканології Італії вважають за можливе руйнування частини вулканічного апарату Марсилі при наступному виверженні. У такому разі зсув великого об'єму призведе до формування цунамі, яке погрожуватиме усьому узбережжю Тирренського моря — в першу чергу Кампанії, Калабрії і Сицилії.

## Ресурси Інтернету
- Marani M.P., Gamberi F. Distribution and nature of submarine volcanic landforms in the Tyrrhenian Sea: the arc vs. the back-arc // From seafloor to deep mantle: architecture of the Thyrrhenian backarc basin. Memorie descrittive della Carta Geologica d'Italia, LXIV, APAT, Servizio Geologico d'Italia. — 2004. — P. 109–126.
- Wilson B. Marjorie. Cenozoic volcanism in the Mediterranean area [Архівовано 29 червня 2014 у Wayback Machine.], Geological Society of America, 2007, pp. 236 e ss.. ISBN 9780813724188.
- M. Marani, F. Gamberi, Il giro della Terra in 100 giorni per svelare i segreti profondi del Mar Tirreno, Geologia Marina, CNR.
- Osservatorio geofisico (Trieste), Bollettino di geofisica teorica ed applicata [Архівовано 29 червня 2014 у Wayback Machine.], Osservatorio geofisico sperimentale, 1 gennaio 1994.
- Claudio Polticelli, Glossario di scienze della terra [Архівовано 29 червня 2014 у Wayback Machine.], Alpha Test, 2004, pp. 144 e ss.. ISBN 9788848305617.
- Ugo Leone, La sicurezza fa chiasso. Ambiente rischio qualità della vita [Архівовано 29 червня 2014 у Wayback Machine.], Guida Editori, 2004, pp. 91 e ss.. ISBN 9788871887951.
- Caratori Tontini, F., Cocchi, L., Muccini, F., Carmisciano, C., Marani, M., Bonatti, E., Ligi, M., Boschi, E. (2010), Potential-field modeling of collapse-prone submarine volcanoes in the Southern Tyrrhenian Sea (Italy), Geophysical Research Letters, 37, L03305, doi:10.1029/2009GL041757
- F. Gamberi, M. Marani, Submarine volcano geohazards in the Tyrrhenian Sea // Marine geo-hazards in the Mediterranean. № 42 in CIESM Workshop Monographs [F. Briand Ed.]. — Monaco. — 2011. С. 89-100.
- Підводні вулкани Італії: Марсилі [Архівовано 29 грудня 2018 у Wayback Machine.] (італ.) Департамент цивільного захисту Италії.
- Италия под угрозой [Архівовано 5 березня 2016 у Wayback Machine.] // Вокруг света. — 2010.
- Undersea volcano threatens southern Italy: report [Архівовано 5 грудня 2014 у Wayback Machine.] // Phys.org. — 2010.
- http://www.earth-prints.org/bitstream/2122/1061/6/18%20Favali.pdf [Архівовано 23 вересня 2015 у Wayback Machine.]